# أولريش بينر
أولريش بينر (بالألمانية: Ulrich Pinner) مواليد 7 فبراير 1954 في تسيتاو، ألمانيا الغربية، هو لاعب كرة مضرب ألماني سابق بدأ مسيرته كمحترف سنة 1973 وكان يلعب باليد اليمنى، اعتزل اللعب في 1984. أعلى تصنيف له في الفردي كان المركز الـ 22 في سنة 1979.

## النهائيات
| الحصيلة | الرقم | التاريخ | البطولة                 | الأرضية | المنافس في النهائي | النتيجة في النهائي |
| ------- | ----- | ------- | ----------------------- | ------- | ------------------ | ------------------ |
| الفوز   | 1.    | 1978    | بطولة شتوتغارت المفتوحة | ترابية  | كيم وارويك         | 6–2, 6–2, 7–6      |
| الفوز   | 2.    | 1979    | سويسرا                  | ترابية  | بيتر ماكنمارا      | 6–2, 6–4, 7–5      |
| الوصافة | 1.    | 1979    | بطولة شتوتغارت المفتوحة | ترابية  | توماس سميد         | 4–6, 0–6, 2–6      |
| الفوز   | 3.    | 1981    | برشلونة، إسبانيا        | ترابية  | ميغيل مير          | 6–3, 6–1           |
| الفوز   | 4.    | 1981    | تارفيمونده، ألمانيا     | ترابية  | بيتر إلتر          | 6–4, 4–6, 6–3      |

## روابط خارجية
- أولريش بينر على موقع رابطة محترفي التنس (الإنجليزية)
- أولريش بينر على موقع الاتحاد الدولي لكرة المضرب (الإنجليزية)
- أولريش بينر على موقع كأس ديفيز (الإنجليزية)
- أولريش بينر على موقع خلاصة التنس.كوم (الإنجليزية)